# 야마구치 토모코
야마구치 토모코(일본어: 山口 智子, 1964년 10월 20일 ~ )는 일본의 배우이다. 본명, 카라사와 토모코(唐澤 智子).
도치기현 도치기시 출신. 켄온 소속.

## 내력
1986년, 토레 수영복 캠페인 걸로서 데뷔.
1988년, NHK 연속 TV 소설 《준 짱의 응원가》로 주연.

## 인물
- 도치기 시립 도치기 니시 중학교 시절에는 학생회 회장을 맡았다. 도치기 현립 도치기 여자 고등학교, 아오야마 가쿠인 여자 단기 대학 가정학과를 졸업. 대학 재학 중에는 광고 연구회 소속.

## 수상
- 제19회 호치 영화상 신인상 (《선술집 유령》)

## 출연

### 드라마
※주연은 굵은 글씨.
- 연속 TV 소설 준 짱의 응원가 (1988년 10월 3일 ~ 1989년 4월 1일, NHK) - 오노 준코 역
- 동·급·생 (1989년 7월 3일 ~ 9월 25일, 후지 TV) - 사와구치 유코 역
- 지난 날의 세레나데 (1989년 10월 19일 ~ 1990년 3월 22일, 후지 TV) - 카이도 치아키 역
- 피어나는 신부 (1990년 1월 2일, NHK)
- 키스의 온도~제일 가까운 타인 (1990년 5월 9일, 닛폰 TV)
- 마술은 속삭인다 (1990년 4월 3일, 닛폰 TV)
- 보통 결혼식 (1990년 4월 6일, TBS)
- 살인의 인터체인지 (1990년 5월 14일, 칸사이 TV)
- 6월의 신부 시리즈 〈신혼〉 (1990년 6월 26일, 닛폰 TV) - 하시모토 야스코 역
- 여동물의 사건부 1 귀를 씹는 개 (1990년 7월 17일, 닛폰 TV) - 토치오 아야코 역
  - 여동물의 사건부 2 불꽃을 내뿜은 고양이 (1991년 3월 12일)
  - 여동물의 사건부 3 낯가림하는 개 (1991년 12월 17일)
- 어, 위험해! (1990년 8월 23일, 요미우리 TV)
  - 어, 위험해! 2 (1991년 1월 16일)
  - 어, 위험해! 외전 (1993년 2월 18일)
- 24시간 TV 스페셜 드라마 휠체어와 같이 껴안고 싶다 (1990년 8월 25일, 닛폰 TV)
- 호루라기 애견이 폭로하는 완전 범죄! (1990년 10월 9일, TV 아사히) - 시노하라 사치코 역
- 숨은 그림의 여자 (1990년 10월 30일, 닛폰 TV)
- 여동생의 여행 (1991년 2월 10일, TBS)
- 프사마카시 젊은 조산부의 아프리카 열중기 (1991년 2월 19일, 닛폰 TV)
- 돈덴 부부 (1991년 3월 21일, 요미우리 TV)
- 이제 아무도 사랑하지 않아 (1991년 4월 11일 ~ 6월 27일, 후지 TV) - 타시로 미유키 역
- 5월의 바람 (1991년 5월 22일, 닛폰 TV)
- 결혼하고 싶은 남자들 (1991년 7월 5일 ~ 9월 20일, TBS) - 토리 시노부 역
- 사랑은 인의 (1992년 4월 9일, 요미우리 TV)
- 여섯 다다미 일실 일가 여섯 명 (1992년 4월 17일 ~ 6월 26일, NHK)
- 아이가 잔 후에 (1992년 4월 18일 ~ 6월 27일, 닛폰 TV) - 이토 스미레 역
- 잭 앤드 베티 이야기 (1992년 8월 10일 ~ 17일, TBS)
- 이토코도시 (1992년 10월 14일 ~ 12월 23일, 닛폰 TV) - 카와시마 에미코 역
- 천국에서 가장 가까운 엄마 (1993년 4월 6일, 닛폰 TV)
- 더블 키친 (1993년 4월 16일 ~ 6월 25일, TBS) - 하나오카 미야코 역
  - 더블 키친 설날 스페셜 하나오카가 하와이에 간다 장절 배틀! (1994년 1월 2일)
- 스위트 홈 (1994년 1월 9일 ~ 3월 27일, TBS) - 이노우에 와카바 역
- 29세의 크리스마스 (1994년 10월 20일 ~ 12월 22일, 후지 TV) - 야부키 노리코 역
- 임금님의 레스토랑 (1995년 4월 19일 ~ 7월 5일, 후지 TV) - 이소노 시즈카 역
- 후루하타 닌자부로 〈제24화 잠깐의 이별〉 (1996년 3월 27일, 후지 TV) - 후타바 호요 (범인) 역
- 롱 베케이션 (1996년 4월 15일 ~ 6월 24일, 후지 TV) - 하야마 미나미 역
- 무코다 쿠니코의 연애편지 (2004년 1월 2일, TBS) - 무코다 쿠니코 역
- 고잉 마이 홈 (2012년 10월 9일 ~ 12월 18일, 칸사이 TV) - 츠보이 사에 역
- LEADERS 리더즈 (2014년 3월 22일 ~ 23일, TBS) - 아이치 하루코 역
- 마음이 부서지네요 (2015년 4월 ~ 6월, 후지 TV) - 카모다 시즈카 역

### 영화
- 일곱 명의 댁 cult seven (1992년, 토에이) - 유카와 리사 역
- Coo 먼 바다에서 온 쿠 (1993년, 토에이) - 캐시 노자키 (목소리) 역
- 선술집 유령 (1994년, 토호) - 리코 역
- undo (1994년, 헤럴드 에이스) - 모에미 역
- 대실연. (1995년, 토에이)
- 함정 THE TRAP (1996년, 에이스 픽처즈) - 미즈키 역
- 비리켄 (1996년, 시네콰논) - 츠키노 역
- 스왈로우테일 (1996년, 일본 헤럴드 영화/에이스 픽처즈) - 셴메이 역
- 라이라의 모험 황금나침반 (2008년, 가가/쇼치쿠) - 코르타 부인 (일본어 더빙) 역
- 벼랑 위의 포뇨 (2008년, 토호) - 리사 (목소리) 역

### 교양·다큐멘터리
- Letters 그녀의 여행 이야기 (2001-2003년, 퍼펙트 초이스)
- 야마구치 토모코의 여행 시리즈 제1탄: 고흐에게의 여행~나는, 일본인의 눈을 가지고 싶다~ (2005년, BS 닛폰)
- 야마구치 토모코의 여행 시리즈 제2탄: 호쿠사이와 도가~사는 것, 일을 하는 것~ (2006년, BS 닛폰)
- 허미티지와 나~야마구치 토모코 명화를 말하다~ (2006년, 닛폰 TV)
- 사상 최대의 여제 예카테리나 사랑의 허미티지 이야기 (2006년, 닛폰 TV)
- 야마구치 토모코 손일의 좁은 길 (2007년, TV 도쿄)
- 야마구치 토모코 손일의 좁은 길 2 옻나무의 나라 이야기 (2007년, TV 도쿄)
- BS 닛폰 개국 7주년 특별 프로그램 야마구치 토모코의 여행: 로댕의 풍속화~인간, 꽃안의 꽃!~ (2007년, BS 닛폰)
- 취미 유유-다도 무샤노코지 센케 새해 처음으로 차 솥을 걸어 놓고 차를 끓이는 일을 즐기다- (2008년 1월, NHK 교육, 전 4회)
- 야마구치 토모코의 음악 유산 (2008년, WOWOW)
- 천재 다빈치 전설의 거대 벽화 발견! (2008년, 닛폰 TV)
- 멘델스존 탄생 200년 기념 특별 프로그램 〈야마구치 토모코의 시간을 여행해 시간을 연주한다!〉 (2009년 12월 24일, TV 도쿄) ※기획·취재
- okaeri 야마구치 토모코 미의 순례 제1회 《장식은 말한다 헝가리 아르누보가 온 길》 (2010년 4월 24일, BS 후지)
- okaeri 야마구치 토모코 미의 순례 제2회 《문양이 속삭인다~크로아티아 황금과 거석을 옮기는 바다의 길》 (2010년 10월 30일, BS 후지)
- DaiwaHouse and Tomoko Yamaguchi present LISTEN1001 (2011년 ~ 2012년 , BS 아사히) ※기획·취재
- BS 아사히 신춘 스페셜 〈무코다 쿠니코가 가르쳐 주는 것~야마구치 토모코와 생각하는 "정"~〉 (2012년 1월 3일, BS 아사히)

### 라디오
- 칼라 오브 라이프 (2011년 2월 19일 ~ 3월 12일, 도쿄 FM)

### CM
- 토요타 자동차 《카리나》 (1990년 ~ 1991년)
- 야마자키 제빵
- 후지필름 《Simple Hi8》 (1993년)
- 산토리 《다이나믹》 〈그것이 당신의 좋은 면〉 편 (1993년 ~ 1994년)
- 에스테 화학 《샤르댕》 (1993년 ~ 1996년)
- 닛산 자동차 《세피로》 (1994년 ~ 1996년)
- 일본 IBM 《OS/2 Warp》 (1995년)
- 월드 《UNTITLED (언타이틀)》
- 게이한 전기 철도 〈쿄토와 오사카에서 지름길〉 (1993년 ~ 1996년)
- 일본 텔레콤 (1996년 ~ 2000년)
- 일본교통공사 《LOOK JTB》 (2000년)
- 시세이도 《아스프릴》 (2000년 ~ 2005년)
- 다이도 도링코 《Miu》 (2001년)
- 재팬 에어 시스템 《생일 할인》 (2001년 ~ 2002년)
- 다이오 제지 (2001년 ~ 2003년)
- 패스트 리테일링 《버텀스》 (2002년)
- JT 《우부차》 (2002년)
- 복권 《스크래치》 (2003년 ~ 2006년)
- 미즈호 은행 《스크래치》 (2003년 ~ 2006년)
- 산토리 《신 스미로카·순생》 (2004년)
- 이온 〈singing AEON〉 (2004년 ~ 2008년)
- 센슈카이 《야마와라우》 (2007년)
- P&G 《h & s》 (2007년 ~ 2009년)
- 아사히 맥주 《아사히 오프》 (2009년)
- 세가 《뿌요뿌요7 (닌텐도 DS판)》 (2009년)
- 글리코 유업 《아침 식사 프로 바이오텍스 요구르트》 (2011년 ~ )
- docomo 《샤벳테 콩셰르》 (2012년 ~ )
- 산토리 《올 프리》 (2013년 ~ )
- 타카기 (2015년 ~ )

### Web
- okaeri 야마구치 토모코 미의 순례 못테코 서점 보관됨 2011-08-16 - 웨이백 머신 (2010년 4월 19일)

## 저서
- 《편지의 행방：칠레》 (록킨온)
- 《반성문：하와이》 (록킨온)
- 《연애 편지 여제 예카테리나 2세 발견된 수천 수백의 관중 62통의 편지》 (저) 오노 사토코, 야마구치 토모코 (아티스트 하우스)
- 《즐거운 화》 (쇼가쿠칸)
- 《이름도 알지 않는 먼 섬에서부터》 (치쿠마 서점)
- 《걸고 싶어지는 축》 (아사히 신문)

## DVD
- 야마구치 토모코의 여행 시리즈 야마구치 토모코 고흐에게의 여행~나는, 일본인의 눈을 가지고 싶다~ (2006)
- 야마구치 토모코의 여행 시리즈 제2탄 야마구치 토모코 호쿠사이와 도가 〈사는 것, 일을 하는 것〉 (2007)

## 그 외
- 센슈카이·이토오츄 상사 공동으로 전개하는 패션 브랜드 〈야마와라우〉를 프로듀스
- 이노센스 스즈키 토시오가 쿠사나기 모토코 역으로 배역 하려고 했지만 오시이 마모루 감독이나 오오츠카 아키오등 주요 캐스트 성우등의 반대와 본인의 사양으로 환상의 출연 예정 작품.